# مجلس ملی تاتارهای کریمه
مجلس ملی تاتارهای کریمه (تاتاری کریمه‌ای: [Къырымтатар Миллий Меджлиси، Kyrymtatar Millii Medzhlisi یا Qırımtatar Milliy Meclisi] Error: {{Lang}}: متن دارای نشانه‌گذاری ایتالیک است (راهنما)؛ (اوکراینی: Меджлiс Кримськотатарського Народу، Medzhlis Krims'kotatars'koho Narodu) مجلس و هیئت اجرایی تاتارهای کریمه در کریمه می‌باشد. از بدو تأسیس مجلس ملی تاتارها تا سال ۲۰۱۳ توسط مصطفی عبدالجمال کریم اوغلو رهبری می‌شد. که در سال ۲۰۱۳ رفعت جباروف رئیس مجلس ملی تاتارهای کریمه شد. تاریخچه تأسیس این مجلس به سال ۱۹۹۱ برمی گردد که با نارضایتی تاتارها از دولت اکراین با ایجاد مجلس خواستار رسیدگی به وضعیت خود توسط سازمان‌های بین‌المللی شدند. در ۳۰ ژوئن سال ۱۹۹۱، مجلس حاکمیت خود را بر تاتارها کریمه اعلام کرد، و سرود ملی تاتارهای کریمه و پرچم ملی به تصویب رسید. و تاتارها حق انتخاب ۱۴ نماینده از بین قومیت خودشان را برای مجلس عالی کریمه برخوردار شدند. این مجلس همه‌پرسی کریمه را به دلیل مداخله نظامی روسیه در اوکراین تحریم کرد.